# Luca Jaquez
Luca Jaquez, né le 2 juin 2003 à Lucerne en Suisse, est un footballeur suisso-dominicain qui évolue au poste de défenseur central au VfB Stuttgart.

## Biographie

### Enfance et équipes de jeunes
Luca Jaquez commence le football au SC Obergeissenstein, un club d’un petit quartier de Lucerne. Il y joue jusqu’à l’âge de dix ans avant de rejoindre le club phare de la ville, le FC Lucerne. Il gravit les échelons au sein des équipes de jeunes, évoluant principalement au poste d’avant-centre. Cependant, en catégorie U18, son entraîneur Michel Renggli (ancien joueur du FC Lucerne entre 2008 et 2014) décide de le repositionner en défense, remarquant sa croissance physique évidente.

### En club

#### FC Lucerne (depuis 2022)
Le 30 janvier 2022, Luca Jaquez dispute son premier match professionnel avec l'équipe première du FC Lucerne lors de la 19e journée de Super League 2021-2022. Opposé au FC Bâle à domicile, il commence la rencontre comme titulaire et joue l’intégralité du match. Malgré sa performance, il ne parvient pas à éviter la défaite de son équipe, battue 3 à 0.
L'ascension de Luca Jaquez à Lucerne se fait progressivement, mais il parvient à impressionner la direction du club, qui le considère comme un grand espoir. Cette confiance se reflète dans les trois prolongations de contrat qu'il obtient en peu de temps : en janvier et novembre 2022 et en 2024.

### En sélection
Né à Lucerne d’un père dominicain et d’une mère suisse, Luca Jaquez, éligible pour les deux sélections nationales, a exclusivement représenté les équipes de jeunes de la Nati.
Le 11 octobre 2024, à l'occasion d'un match des éliminatoires de l'Euro espoirs 2025 contre la Finlande, Luca Jaquez marque un but à la 93e minute permettant à la Suisse d'accrocher le match nul.

## Statistiques

### Statistiques en club
| Saison                | Club                  | Championnat           | Championnat | Championnat | Coupe(s) nationale(s) | Coupe(s) nationale(s) | Compétition(s) continentale(s) | Compétition(s) continentale(s) | Compétition(s) continentale(s) | Total | Total |
| Saison                | Club                  | Division              | M.          | B.          | M.                    | B.                    | Comp.                          | M.                             | B.                             | M.    | B.    |
| 2021-2022             | FC Lucerne            | Super League          | 1           | 0           | -                     | -                     | C4                             | -                              | -                              | 1     | 0     |
| 2022-2023             | FC Lucerne            | Super League          | 10          | 0           | 1                     | 0                     | -                              | -                              | -                              | 11    | 0     |
| 2023-2024             | FC Lucerne            | Super League          | 30          | 0           | 2                     | 0                     | C4                             | 2                              | 0                              | 34    | 0     |
| 2024-2025             | FC Lucerne            | Super League          | 19          | 3           | 1                     | 0                     | -                              | -                              | -                              | 20    | 3     |
| Sous-total            | Sous-total            | Sous-total            | 60          | 3           | 4                     | 0                     | -                              | 2                              | 0                              | 66    | 3     |
| 2024-2025             | VfB Stuttgart         | Bundesliga            | 5           | 0           | 1                     | 0                     | -                              | -                              | -                              | 6     | 0     |
| Sous-total            | Sous-total            | Sous-total            | 5           | 0           | 1                     | 0                     | -                              | 0                              | 0                              | 6     | 0     |
| Total sur la carrière | Total sur la carrière | Total sur la carrière | 65          | 3           | 5                     | 0                     | -                              | 2                              | 0                              | 72    | 3     |

## Palmarès
VfB Stuttgart
- Coupe d'Allemagne (1) :
  - Vainqueur en 2025